# Tihad Athlétique Sport de Casablanca
O Tihad Athletic Sport ou TAS é um clube de futebol com sede em Casablanca, Marrocos. A equipe compete no Botola 2.

## História
O clube foi fundado em 1947. E o mais popular da cidade atrás do Wydad e do Raja .

## Títulos
| NACIONAIS | NACIONAIS     | NACIONAIS | NACIONAIS  |
|           | Competição    | Títulos   | Temporadas |
| --------- | ------------- | --------- | ---------- |
| Marrocos  | Taça do Trono | 1         | 2019.      |